# Nikanor (con của Parmenion)
Nikanor (/naɪˈkeɪnər/; tiếng Hy Lạp: Nικάνωρ Nīkā́nōr; mất năm 330 TCN) là con trai của Parmenion và cũng là một tướng lĩnh xuất sắc phụng sự dưới quyền Alexandros Đại đế. Ông được nhắc đến lần đầu tiên là tại điểm vượt sông Danube trong cuộc viễn chinh chống lại người Getae của Alexandros vào năm 335 TCN, vào thời điểm đó ông chỉ huy lực lượng phalanx. Nhưng trong cuộc viễn chinh châu Á, ông dường như đã nắm quyền tổng chỉ huy của một lực lượng được gọi là Hypaspist (υπασπισται) (bộ binh cận vệ) với số lượng ba đơn vị là 1,000 người. Người anh trai của ông là Philotas cũng đảm nhiệm chức vụ tương tự của lực lượng εταιρoι (kỵ binh cận vệ). Ông được đề cập tới là đã giữ chức vụ này trong ba trận chiến lớn ở Granicus, Issus, và Gaugamela. Sau đó ông hộ tống Alexandros cùng với một phần của đội quân dưới quyền chỉ huy của mình trong cuộc hành quân cấp tốc nhằm truy kích Darius III Codomannus vào năm 330 TCN; đây có lẽ là nhiệm vụ cuối cùng của ông bởi vì ông đã qua đời vì bạo bệnh chỉ một thời gian ngắn sau đó trong giai đoạn Alexandros tiến quân tới Bactria. Cái chết của ông vào thời điểm này được coi là một điều may mắn bởi vì nó giúp cho ông không bị dính dáng vào âm mưu hoặc bị liên lụy với Philotas.